# 神社庁
神社庁（じんじゃちょう）とは、全ての都道府県に1つずつ設置されている、神社本庁の地方機関。神社本庁は「庁」と名が付くものの役所ではなく、宗教法人法に基づく文部科学大臣所轄の包括宗教法人である。
神社庁は、都道府県の神社の人事財政などの諸事務や、神社・神職の指導、祭祀・地域活動の振興を図る活動などを行っており、また、神社の活動の広報窓口となっている。神社庁の事務所は、ほとんどの場合その都道府県で比較的大きな神社の境内または隣接地に置かれている。
神社庁の下部機関として、支部が置かれる。支部は、都道府県をいくつかの地区に分け、各地区に1つずつ設置されている。
多くの神社庁は宗教法人となっており、その場合は、神社本庁の被包括法人である。その場合でも、その都道府県下の神社は神社庁ではなく、直接に「神社本庁」の被包括法人となる。

## 一覧
| 名称           | 所在地                               | 所在地                 | 公式サイト     |
| -------------- | ------------------------------------ | ---------------------- | -------------- |
| 北海道神社庁   | 北海道札幌市中央区宮ケ丘474          | 北海道神宮境内         | 北海道神社庁   |
| 青森県神社庁   | 青森県青森市浪館前田1丁目2-1         |                        | 青森県神社庁   |
| 岩手県神社庁   | 岩手県盛岡市八幡町13-2               | 盛岡八幡宮境内         | 岩手県神社庁   |
| 宮城県神社庁   | 宮城県仙台市青葉区本町1丁目9-8       | （中教院跡地）         | 宮城県神社庁   |
| 秋田県神社庁   | 秋田県秋田市仁井田新田2丁目15-26     |                        | 秋田県神社庁   |
| 山形県神社庁   | 山形県山形市薬師町2丁目8-75          | 山形県護国神社境内     | 山形県神社庁   |
| 福島県神社庁   | 福島県郡山市島1丁目10-20             |                        | 福島県神社庁   |
| 茨城県神社庁   | 茨城県水戸市三湯町1108-300           |                        | 茨城県神社庁   |
| 栃木県神社庁   | 栃木県宇都宮市八幡台14-24            |                        | 栃木県神社庁   |
| 群馬県神社庁   | 群馬県高崎市八千代町2丁目4-26        | 群馬縣護國神社と隣接   | 群馬県神社庁   |
| 埼玉県神社庁   | 埼玉県さいたま市大宮区高鼻町1-407    | 氷川神社境内           | 埼玉県神社庁   |
| 千葉県神社庁   | 千葉県千葉市中央区都町4丁目3-1       |                        | 千葉県神社庁   |
| 東京都神社庁   | 東京都港区元赤坂2丁目2-3             | 明治神宮外苑           | 東京都神社庁   |
| 神奈川県神社庁 | 神奈川県横浜市磯子区磯子台20-1       |                        | 神奈川県神社庁 |
| 新潟県神社庁   | 新潟県三条市下坂井14-21              |                        | 新潟県神社庁   |
| 富山県神社庁   | 富山県富山市諏訪川原1丁目10-21       | 諏訪社境内             | 富山県神社庁   |
| 石川県神社庁   | 石川県金沢市小坂町西44               |                        | 石川県神社庁   |
| 福井県神社庁   | 福井県福井市花堂中1丁目3-28          |                        | 福井県神社庁   |
| 山梨県神社庁   | 山梨県甲府市岩窪町572                | 山梨縣護國神社境内     | 山梨県神社庁   |
| 長野県神社庁   | 長野県長野市箱清水1丁目6-1           |                        | 長野県神社庁   |
| 岐阜県神社庁   | 岐阜県岐阜市藪田南3丁目8-24          |                        | 岐阜県神社庁   |
| 静岡県神社庁   | 静岡県静岡市葵区柚木250-2            | 靜岡縣護國神社境内     | 静岡県神社庁   |
| 愛知県神社庁   | 愛知県名古屋市熱田区神宮1丁目1-1     | 熱田神宮境内           | 愛知県神社庁   |
| 三重県神社庁   | 三重県津市鳥居町210-2                | 比佐豆知神社境内       | 三重県神社庁   |
| 滋賀県神社庁   | 滋賀県大津市小関町3-26               | 大津大神宮と隣接       | 滋賀県神社庁   |
| 京都府神社庁   | 京都府京都市西京区嵐山朝月町68-8     | 松尾大社境内           | 京都府神社庁   |
| 大阪府神社庁   | 大阪府大阪市中央区久太郎町4丁目渡辺6 | 坐摩神社境内           | 大阪府神社庁   |
| 兵庫県神社庁   | 兵庫県神戸市中央区多聞通3丁目1-1     | 湊川神社境内           | 兵庫県神社庁   |
| 奈良県神社庁   | 奈良県橿原市久米町934                | 橿原神宮境内           | 奈良県神社庁   |
| 和歌山県神社庁 | 和歌山県和歌山市一番丁3              |                        | 和歌山県神社庁 |
| 鳥取県神社庁   | 鳥取県鳥取市上町87                   | 鳥取東照宮境内         |                |
| 島根県神社庁   | 島根県出雲市大社町杵築東286          | 出雲大社境内           | 島根県神社庁   |
| 岡山県神社庁   | 岡山県岡山市中区奥市3-22             | 岡山縣護國神社境内     | 岡山県神社庁   |
| 広島県神社庁   | 広島県広島市東区二葉の里2丁目1-1-2   | 広島東照宮と隣接       | 広島県神社庁   |
| 山口県神社庁   | 山口県山口市天花1丁目1-3             | 豊榮神社・野田神社境内 | 山口県神社庁   |
| 徳島県神社庁   | 徳島県徳島市新浜本町2丁目3-61        |                        | 徳島県神社庁   |
| 香川県神社庁   | 香川県高松市宮脇町1丁目30-3          | 石清尾八幡神社境内     | 香川県神社庁   |
| 愛媛県神社庁   | 愛媛県東温市南方1954-2               | 森正八幡神社境内       | 愛媛県神社庁   |
| 高知県神社庁   | 高知県高知市塩田町19-33              |                        | 高知県神社庁   |
| 福岡県神社庁   | 福岡県福岡市東区東浜1丁目5-88        | 筥崎宮境内             | 福岡県神社庁   |
| 佐賀県神社庁   | 佐賀県佐賀市川原町8-27               | 佐賀縣護國神社境内     |                |
| 長崎県神社庁   | 長崎県長崎市上西山町19-3             | 諏訪神社と隣接         | 長崎県神社庁   |
| 熊本県神社庁   | 熊本県熊本市中央区宮内3-1            | 熊本縣護國神社境内     |                |
| 大分県神社庁   | 大分県大分市勢家町4丁目6-72          | 春日神社境内           |                |
| 宮崎県神社庁   | 宮崎県宮崎市神宮2丁目4-2             | 宮崎神宮境内           |                |
| 鹿児島県神社庁 | 鹿児島県鹿児島市照国町19-20          | 照国神社境内           | 鹿児島県神社庁 |
| 沖縄県神社庁   | 沖縄県那覇市若狭1丁目25-11           | 波上宮境内             | 沖縄県神社庁   |

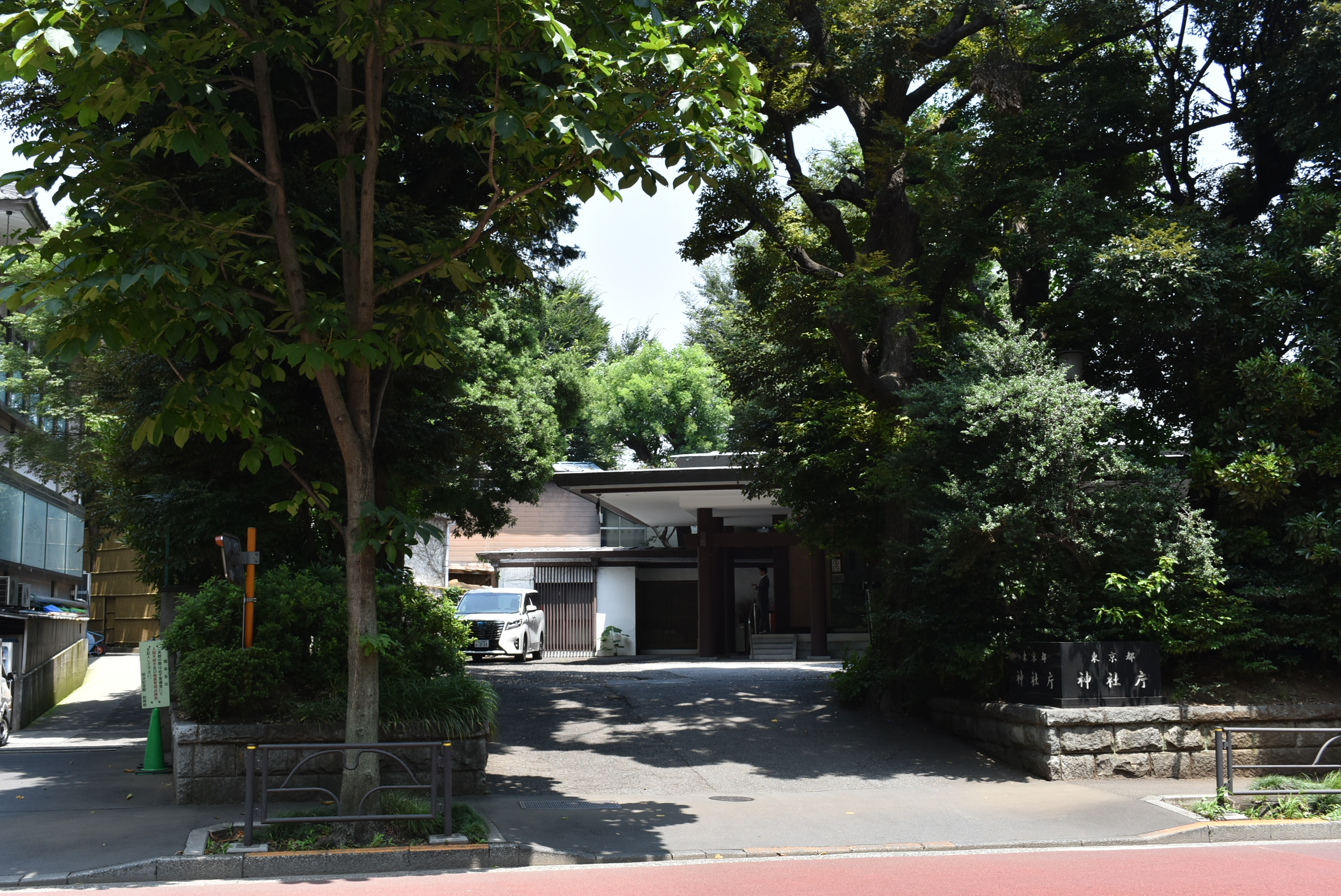
東京都神社庁（2018年6月26日撮影）